# 에스토니아의 역사
에스토니아의 역사는 지금으로부터 만년 전 선사 시대로 거슬러 올라간다. 오늘날에 에스토니아 지역에 인간이 정착하기 시작한 것은 기원전 8,500년경의 후기 빙하기였으며, 고대 에스토니아인들은 자연신을 숭배하는 신앙을 지니고 있었다. 중세 시대에 접어들면서 13세기부터는 독일계 북방 십자군이 에스토니아를 정복하고 나라를 세웠으며, 처음으로 기독교가 전파되었다. 이후 에스토니아는 동서방의 관문이라는 지리적 이점을 노려 북유럽 강국들이 각축을 벌이는 무대가 되었으며, 덴마크, 스웨덴, 폴란드, 러시아, 독일의 지배를 차례대로 거쳤다.
1227년 덴마크인과 독일인의 침공 이래, 북으로는 덴마크 왕국, 남으로는 리보니아 기사단이라 하는 독일 기사단국의 자치령과, 신성로마제국 가맹국인 발트 독일인들의 기독교 국가들이 에스토니아를 지배하였다. 이후 1418년부터 1562년까지 리보니아 연합이 에스토니아 전역을 지배하였으며, 16세기 말 리보니아 전쟁 (1558년~1583년)을 거쳐 스웨덴 제국의 영토가 되었다. 1721년 대북방전쟁에서 패한 스웨덴 제국은 에스토니아를 러시아 제국에 할양하였고, 관할현이 설치되었다. 다만 이 시기에도 발트 독일인들은 자치권을 누렸으며, 행정과 교육 현장에서 독일어가 사용되는 등 영향력을 발휘하고 있었다.
18세기 말부터는 에스토니아의 전통과 고대 문화를 동경하는 에스토필 계몽기를 거쳐, 19세기 초에 이르러 에스토니아 민족정신이 각성되기 시작하였다. 1917년 러시아 혁명과 이듬해 제1차 세계 대전의 종전 직후인 1918년 2월 에스토니아는 러시아 제국으로부터의 독립을 선언하였다. 이후 시작된 에스토니아 독립전쟁 (1918년~1920년)은 신생 독립국인 에스토니아로 하여금 동으로는 볼셰비키 러시아에 맞서고, 남으로는 발트 독일인들의 군사조직과 맞서 싸워야 하는 두가지 고난을 겪게 만들었다. 1920년 2월 타르투 평화조약의 체결로 에스토니아는 독립전쟁 승리와 영구한 독립자주권을 인정받았다.
1939년 독소 불가침 조약이 체결되고 이듬해 1940년 소련은 에스토니아를 점령하여 강제 합병하였다. 이후 제2차 세계 대전의 전개 과정에서 나치 독일이 바르바로사 작전을 개시하에 따라 1941년 에스토니아 지역을 점령하였으나, 1944년 소련이 재점령하였다. 이후 에스토니아 소비에트 사회주의 공화국이란 이름으로 소련의 한 공화국으로 있었던 에스토니아는 1991년 소련 해체와 더불어 주권을 되찾았으며, 2004년 유럽 연합과 나토에 가입하였다.

## 고대

### 중석기 시대

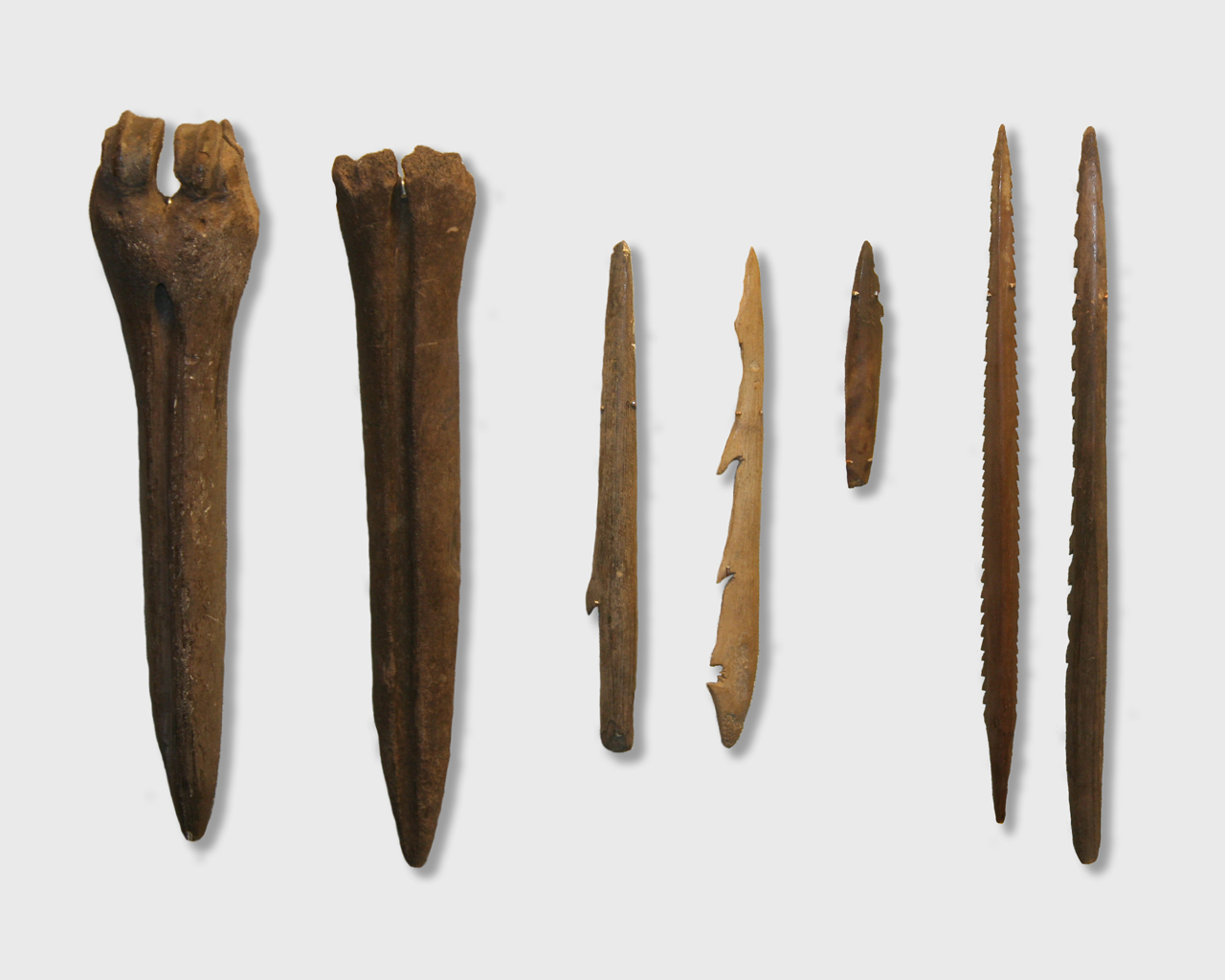
쿤다 문화의 석기 유물 (에스토니아 역사박물관 소장)

최후의 빙하기가 끝나가던 기원전 10,000년경부터 에스토니아 일대에 사람이 정착하기 시작하였다. 특히 중석기 시대 들어 패르누강 인근에 풀리 유적지가 형성되었으며, 그 연대는 기원전 9000년경으로 거슬러 올라간다. 이 시기 에스토니아 지역 정착민들의 유적을 쿤다 문화로 칭하는데, 에스토니아 북부의 쿤다 마을에서 따온 명칭이다. 이곳에 위치한 라마스매 (Lammasmäe) 유적지는 기원전 8500년경에 형성된 것으로 추정된다.
쿤다 마을에서 발굴된 형태의 석기와 골각기는 에스토니아 전역은 물론 라트비아, 리투아니아 북부, 핀란드 남부에 이르기까지 넓은 권역에 걸쳐 발견되고 있다. 당시 사용된 석기는 수석과 석영으로 만들어진 것이 대다수를 차지한다.

### 신석기 시대
기원전 5000년경 에스토니아 지역에 신석기 시대가 도래하면서 나르바 문화의 토기가 등장하기 시작한다. 현재까지 출토된 것 중에서 가장 오래된 토기는 그 연대가 기원전 4900년경으로 거슬러 올라간다. 초창기 토기는 두툼한 진흙에 자갈, 조개껍질, 풀 등을 섞어 제작하였다. 이런 나르바식 토기는 에스토니아 연안 지역과 섬 지역 전반에 걸쳐 발견되고 있다. 이 시기의 석기와 골각기는 쿤다 문화와 현저한 유사성을 보인다.

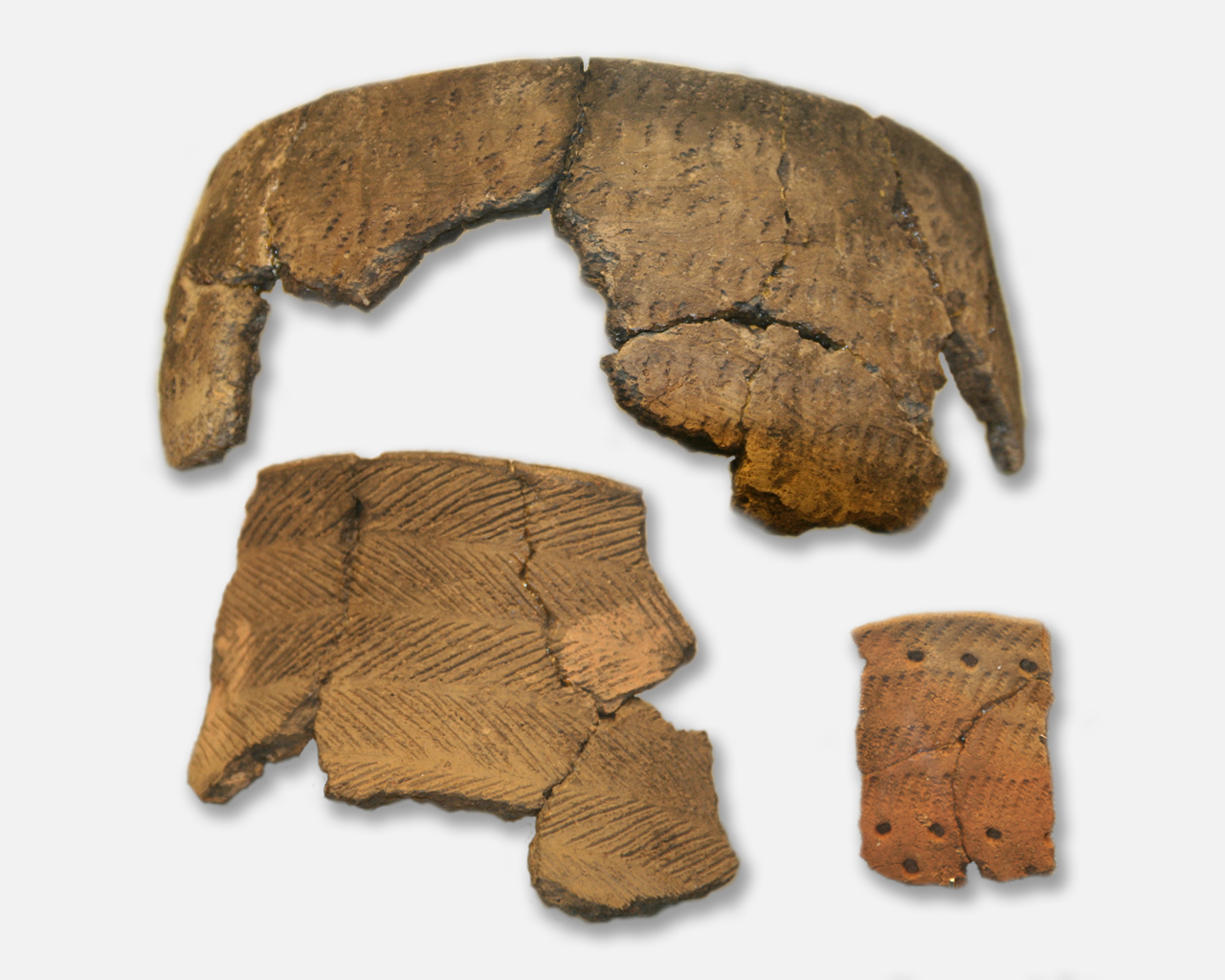
빗살무늬토기 (에스토니아 역사박물관 소장)

기원전 4000년경부터는 빗살무늬토기 문화가 에스토니아 지역에 유입되었다. 80년대까지만 하더라도 빗살무늬토기 문화의 도래를 설명하는 과정에서 에스토니아어, 핀란드어, 리보니아어 등 발트핀어군의 형성에 기여한 발트핀인이 발트해 연안에 정착한 것과 관련이 있을 것으로 여겼으나, 현재로서는 언어적 실체와 고고학에서 정의하는 문화적 실체가 실제로 연관되어 있는지 입증되지 못하고 있다. 한편으로 이 시기에 정착한 유적이 많이 발굴되는 것은 기후의 온난화로 인한 경제 발달과 더 관련이 있을 것으로 보는 시각이 존재한다. 일각에서는 빙하기가 끝난 이래 에스토니아와 핀란드 지역에서 발트핀어군이 아닌 우랄어족 계통 언어가 사용되었을 것이라는 설도 제기되고 있다.

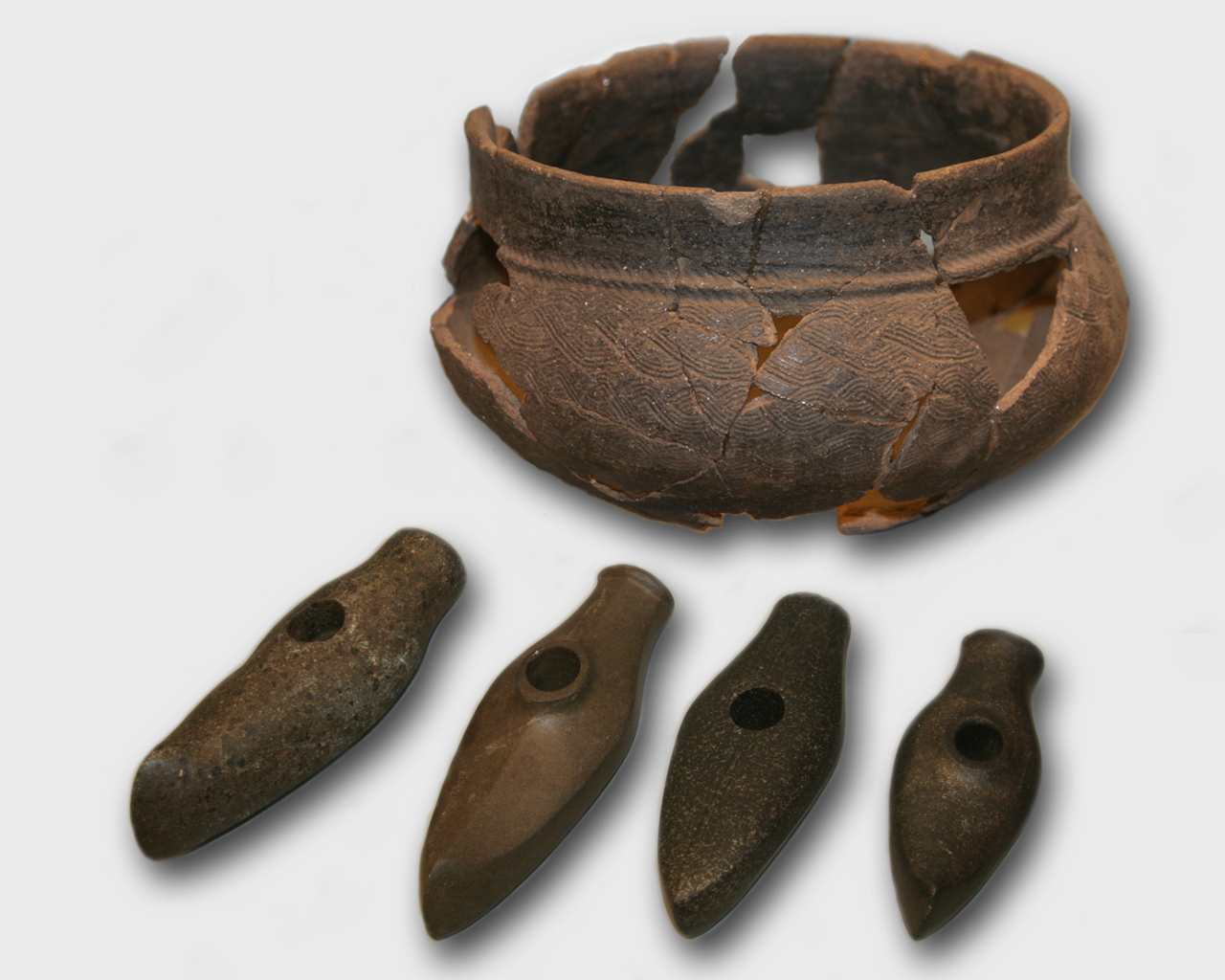
매듭무늬토기 문화의 토기와 돌도끼 (에스토니아 역사박물관 소장)

빗살무늬토기 문화의 무덤 유적에서는 동물과 새, 뱀, 사람 형상으로 만든 뼈 조각과 호박 조각이 발굴되며, 당시 장례풍습을 짐작케 한다. 이 같은 부장품이 묻힌 빗살무늬토기 문화의 무덤 유적은 핀란드 북부에서 프러시아 동부에 이르기까지 넓은 영역에 걸쳐 분포하고 있다.
후기 신석기 시대가 시작되던 기원전 2200년경부터는 매듭무늬토기 문화로 대표된다. 매듭무늬토기 문화의 유물로는 끈매듭 무늬를 새긴 토기와 곱게 간 돌도끼 (뱃모양 도끼)가 있다. 이와 더불어 이루 (Iru) 유적지에서 발굴된 선박 유물에서 선체 내부벽에 탄화된 밀알이 발견되어, 농경 문화가 비로소 시작되었음을 입증하고 있다. 함께 발굴된 동물뼈의 분석 결과 멧돼지로 판단되어, 야생동물을 가축화하려는 시도가 이뤄졌음을 알 수 있다.
이 시대의 무덤에서 발견되는 독특한 장례 풍습이 있는데, 망자의 시신을 뉘일 때 무릎이 가슴을 누르는 상태로 옆으로 뉘여놓고 한손을 머리 아래에 두도록 하였다. 무덤에 함께 넣은 부장품은 사육하는 동물의 뼈로 제작하였다.

### 청동기 시대

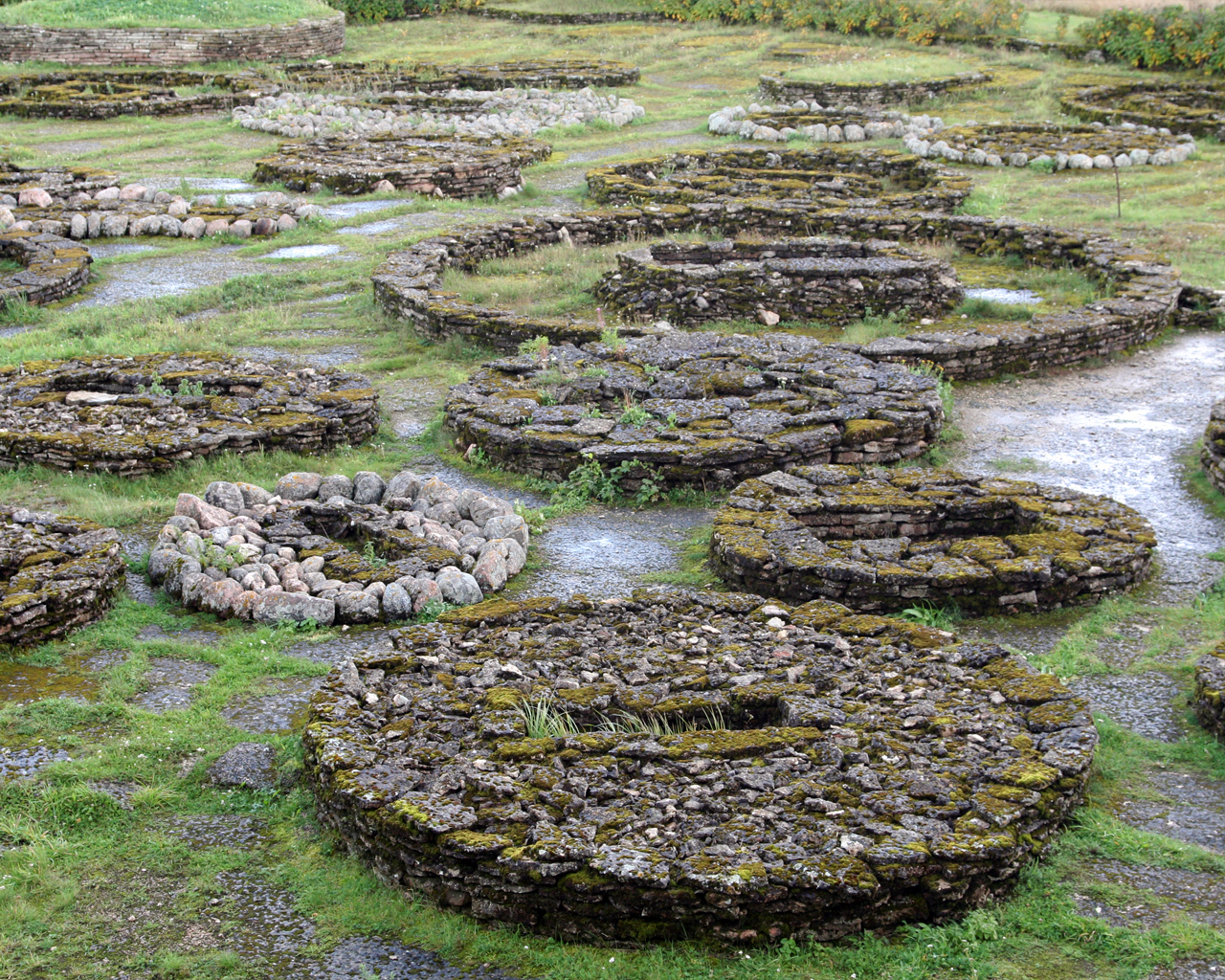
에스토니아 북부에서 발견되는 청동기 시대 석관 무덤

에스토니아의 청동기 시대는 기원전 1800년경부터 시작된 것으로 보인다. 이때부터 핀족과 발트족이 구분되기 시작하였다. 청동기 시대의 대표적인 유적으로는 에스토니아 북부 사레마섬과 이루섬의 아스바 (Asva), 리달라 (Ridala) 등지에 지어진 요새 마을이 있다. 선박 제조술의 발달로 교역이 활발해지면서 청동기의 전파를 도모했며, 장례 풍습도 변화가 이뤄졌다. 게르만족 지역에서 에스토니아 지역으로 새로운 형태의 묘지가 퍼져나가면서, 석관과 화장이 점차 자리를 잡아가기 시작했다. 수는 적지만 선박 형태의 석관도 만들어졌다.
기원전 7세기경에는 사레마섬에 큰 운석이 떨어져 충돌구를 형성하였다. 지름이 110m에 달하는 이 충돌구는 칼리 충돌구란 이름으로 남아 있으며, 물이 들어차 호수로 바뀐 채로 남아 있다.
기원전 325년경에는 그리스의 탐험가 피테아스가 에스토니아 지역을 처음 방문한 것으로 추정되고 있다. 에스토니아의 작가 렌나르트 메리는 피테아스의 저술에서 지구 최북단 섬으로 등장한 툴레섬이 에스토니아의 사레마섬이라는 설을 내세웠다. 다만 사레마섬이 북극권에서 한참 남쪽으로 떨어져 위치해 있다는 점에서 널리 받아들여지지는 못하고 있다.

### 철기 시대
에스토니아의 철기 시대는 기원전 500년경부터 시작되었다. 초창기에는 다른 지역에서 철기를 수입해다 썼지만, 1세기부터는 호수나 늪지대에서 채취한 철광석을 제련하여 직접 제작하기 시작하였다. 철기 시대의 마을은 자연의 보호를 받는 지역에 집중 분포되었다. 요새 구조물도 지어졌지만 어디까지나 가설 용도였을 뿐이었다. 울타리를 두른 사방형의 켈트 경지 (Celtic field)와 톱니형의 돌 구조물도 이 시기부터 출현하였는데, 후자의 경우 풍작을 위한 주술 의식과 관련이 있는 것으로 추정된다. 이와 함께 사각형 봉분이 새롭게 발달하기 시작하였으며, 장례 풍습에서도 사회계층 분화가 시작되었음을 뚜렷하게 보여주고 있다.
한편, 철기 시대 에스토니아의 남성 중 절반이 시베리아계 Y-DNA 하플로그룹에 속했다는 유전학 연구조사가 이뤄졌다.
서기 50년부터 450년경까지는 로마 철기 시대라 부르며, 로마 제국의 영향력이 닿던 시기로 설명된다. 특히 물질문화에 영향을 끼쳤는데 로마 동전이 소수 통용되고, 로마의 보석과 장신구가 발견되는 것이 그 증거이다. 반면 에스토니아 남부에서는 풍부한 철기 문화를 유지하고 있었는데, 이로서 에스토니아 서부와 북부의 섬 지역은 발트해를 거쳐 인근 국가와 교역하였던 반면, 에스토니아 본토는 남부 지역과 더 가까운 관계를 맺고 있었음을 보여주고 있다. 로마 철기시대 말기에 이르면 북부 에스토니아, 남부 에스토니아, 서부 에스토니아와 도서 지역의 세 부족이 변증법적으로 명확히 구분되어 생겨났고, 각 부족들은 독자적으로 정체성을 인지하게 된다.
에스토니아가 문헌에 기록된 것도 이 시기부터이다. 1세기경 로마의 학자 타시투스의 저술에서 '아이스티' (Aestii)라는 부족이 처음으로 소개되는데, 이것을 '에스토니아'란 지명의 기원으로 본다. 다만 발트 지역에 정착한 부족들을 아울러 가리키는 말이라는 시각도 존재한다 (에스토니아라는 말이 확연히 등장하기 시작한 것은 9세기 북유럽 사가에서 에스토니아 지역 일대의 부족들을 언급하면서부터다.) 한편 2세기 중반에 활동했던 지리학자 프톨레마이오스도 발트 연안에 거주하는 오실리아인과 기타 부족들을 소개하고 있다.

## 중세

### 중세 초

9세기의 유럽

중세 초에 해당되는 5세기경의 문헌에서도 에스토니아에 관한 기록이 남아 있다. 로마의 역사학자 카시오도루스는 자신의 역사서 제5권 1-2편에서 에스토니아를 소개하며, 타시투스가 소개한 아이스티 부족이 바로 에스토니아인이라고 기록하였다. 이 시기 에스토니아인들의 영역이 어디까지였는가는 논란의 대상으로 남아 있으나, 그들이 지녔던 종교 환경에 대해서는 명확히 드러나고 있다. 당시 에스토니아인들은 스칸디나비아인들에게 바람 마법의 대가로 알려져 있었으며, 북방의 라플란드인 (핀인)들도 마찬가지였다. 또한 네스토르 수도승이 남긴 동슬라브 연대기에서는 추드족이 언급되는데 이는 곧 에스트인 (에스토니아인)에 해당되었다.
일찍이 1세기부터 에스토니아에서는 정치세력 분화와 지역 구분이 이뤄지기 시작하였다. 크게는 교구 (Kihelkond)와 주 (maakond)로 나뉘게 되었는데, 교구는 여러 개의 마을을 관할하였으며 거의 모든 교구마다 요새를 하나씩 갖추고 있었다. 각 지역의 방위는 지역 토호인 최연장자가 책임을 졌다. 이러한 교구가 여러 개 모여 주를 이루었으며, 마찬가지로 최연장자가 이끌었다. 13세기부터는 에스토니아의 고대주라고 부르는 대표적인 지역구분법이 자리잡기 시작하였는데, 사레마 (오실리아), 래네마 (로탈리아), 하리우마 (하리아), 래발라 (레발리아), 비루마 (비로니아), 얘르바마 (예르비아), 사칼라, 우간디 (우가우니아) 등이 있었다. 이 시기 하리우주 (하리아)에 지어진 바르볼라 요새는 현재까지도 가장 큰 규모의 원형 요새이자 중세 교역소로 남았다.
11세기부터는 스칸디나비아의 바이킹들이 발트해 동부 연안을 침공하기 시작하였다. 이 당시에 기록된 연대기에는 에스토니아 사레마섬의 침략을 비롯한 수많은 기록들이 남아 있다. 한편으로 기독교의 유래와 함께 스칸디나비아와 독일 지역의 중앙집권 국가가 출현하면서 발트 십자군을 결성하였고, 이들의 발트 지역 정복이 본격화되었다. 발트 동부 지역의 경우 리보니아인, 라트비아인, 에스토니아인의 침공으로 프루센인과 핀인들은 정복과 점령, 기독교 개종을 겪었으며 독일, 덴마크, 스웨덴계 국가의 침공으로 전멸하기도 하였다.

### 리보니아 십자군

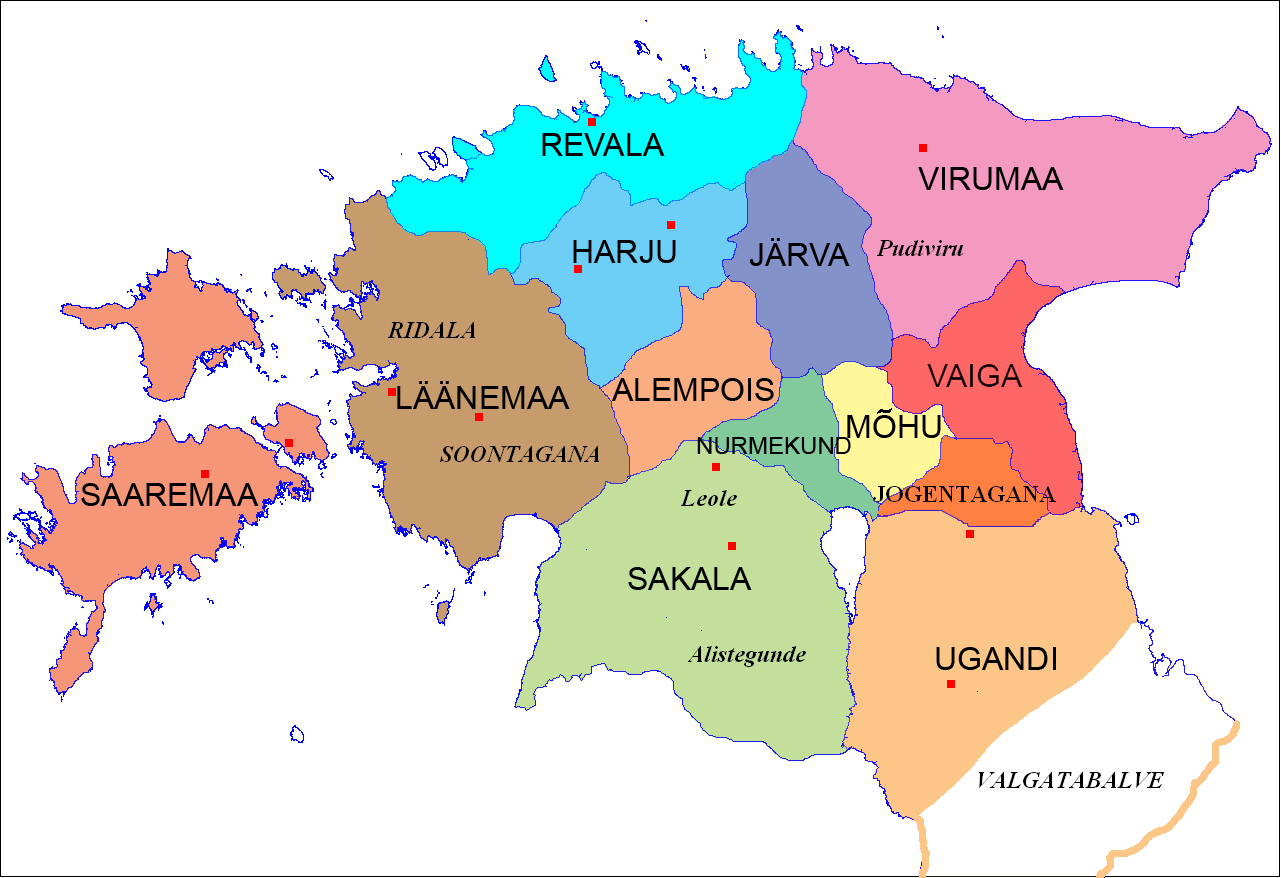
고대 에스토니아의 주

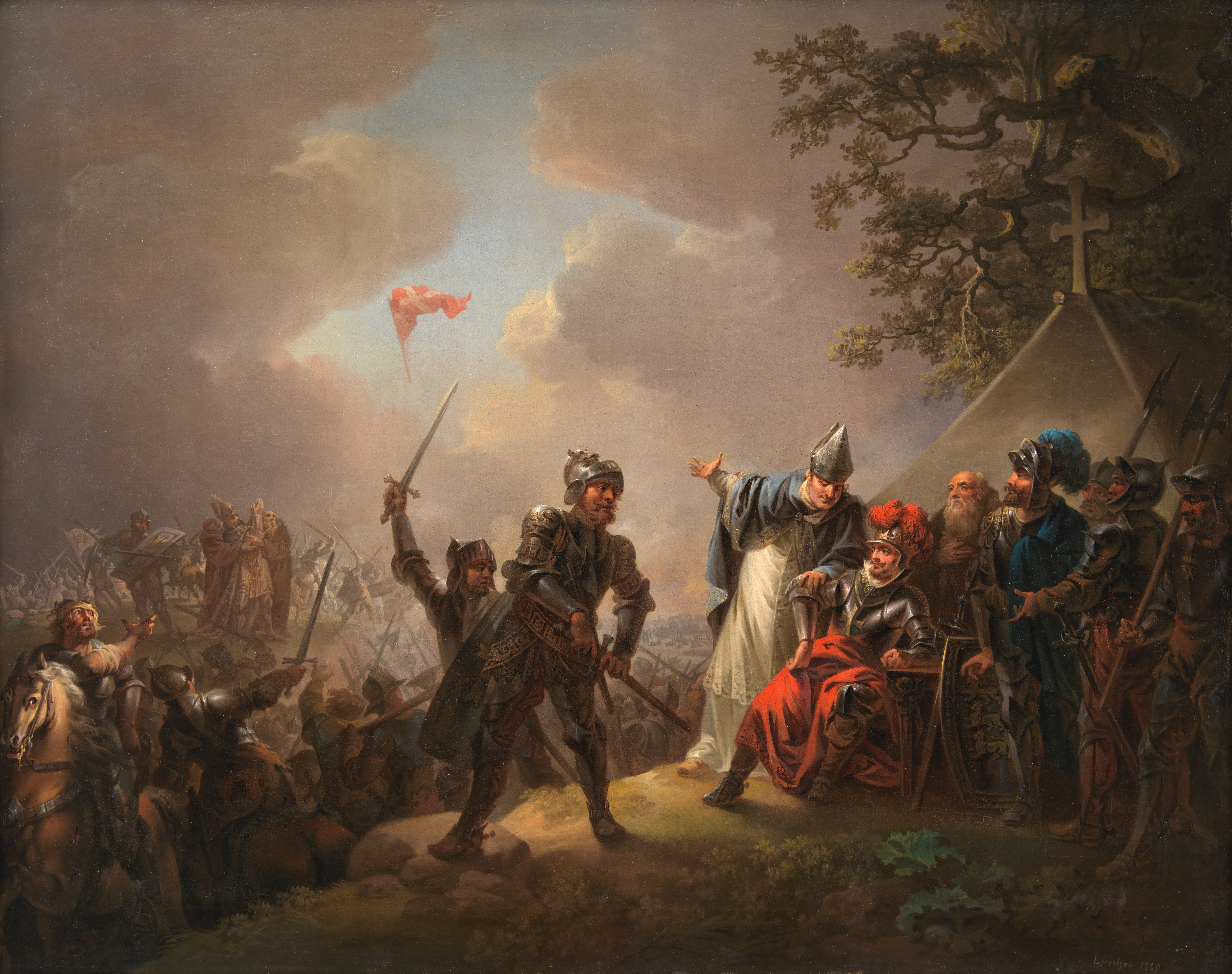
1219년 린다니세 전투 당시 덴마크 국기가 하늘에서 떨어졌다는 설화를 그린 모습

에스토니아는 중세 유럽에서 가장 마지막까지 기독교가 전파되지 않은 지역이었다. 1193년 교황 첼레스티노 3세는 북유럽의 이교도들을 개종시키기 위해 십자군 파견을 요청하였다. 이에 독일 북부에서 건너온 북방 십자군이 리보니아 연안을 정복하고 리가에 요새를 세웠는데 이는 지금의 라트비아 일대에 해당한다. 1208년 북방 십자군은 새롭게 전향한 리보니아인과 라트비아인 등 부족민들의 도움을 받아, 지금의 에스토니아 일부 지역을 처음으로 정복하였다. 에스토니아 토착민들은 리가 십자군의 공격에 격렬하게 저항했고, 때로는 십자군이 장악한 영토를 침략하기도 하였다.
1217년 북방 십자군은 검의 형제기사단을 진군시켜, 최근에 합세한 부족민들과 함께 에스토니아 토착민과의 큰 전투를 치렀다. 결과는 에스토니아 토착민들의 패배로 끝났으며 이들을 이끌던 렘비투 (Lembitu)는 전사하였다. 1208년 북방십자군의 에스토니아 첫 침공부터 1227년 완전 정복까지 여러 전투에 걸쳐 이어졌던 북방 십자군의 침공 기간은 곧 고대 에스토니아 토착민들의 독립을 향한 저항기이기도 했다.

### 덴마크의 지배

1260년의 리보니아

1219년에는 덴마크의 국왕 발데마르 2세가 에스토니아 북부를 점령하였다. 덴마크군은 지금의 에스토니아 수도 탈린에 해당되는, 래발라 지방의 린다니세 (Lindanisse) 마을로 진군하였다. 이곳에서 발데마르 2세는 에스토니아 부족들과 전투를 벌여 승리하였으며, 이는 곧 린다니세 전투라는 이름으로 기록되었다.
1343년에는 하리아의 에스토니아인들이 덴마크의 지배에 맞서 반란을 일으켰는데, 성 게오르기우스의 날 전야에 벌어졌다고 하여 성 게오르기우스의 밤 봉기라 불린다. 그 결과로 리보니아 십자군이 에스토니아 북부를 점령하게 되었으며, 1346년에는 에스토니아 내 덴마크 영토 (하리아와 비로니아 일대)가 10,000마르크에 매각되어 리보니아 십자군의 영토가 되었다.
한편 에스토니아에 정착한 스웨덴인이 문헌 상에 처음으로 언급되기 시작한 것도 이 시기이다. 1294년 합살루 마을의 법 문서에서 최초로 언급되는 스웨덴계 에스토니아인은 에스토니아에서 가장 오래된 소수민족으로서 현재까지도 남아 있다. 이들은 해안가를 중심으로 정착했다 하여 '연안 스웨덴인'(에스토니아어: Rannarootslased)이라고도 부르며, 사는 지역을 따라 루흐누 스웨덴인, 히우 스웨덴인 등으로도 불린다. 스스로는 '섬사람' (aibofolke)라 칭하며 자신들이 사는 고장은 '아이볼란드' (Aiboland)라고 부른다.
옛 에스토니아의 스웨덴인 정착지로는 루흐누섬, 히우마섬, 서부 연안과 도서 지역 (보름시, 노아루치, 수틀레파, 리굴디, 오스무사르), 하리우주 북서부 연안 (너바, 비흐테르팔루, 쿠르크세, 파크리반도, 파크리제도), 탈린시 인근의 나이사르섬 등이 있었다. 스웨덴계 주민이 큰 비중을 차지하는 도시로는 합살루와 탈린시가 있다. 그보다 더 옛날에는 사레마섬, 래네마 남부, 하리우마 동부, 비루마 서부 일대에도 정착했던 것으로 전해진다.

### 리보니아 전쟁
16세기 들어 부흥한 러시아 차르국은 서유럽과의 교류를 위해 발트해로 진출할 통로를 원했다. 1558년 1월 이반 4세가 리보니아 기사단에 전쟁을 선포하면서 리보니아 지역을 침공, 리보니아 전쟁이 개시되었다. 러시아군은 1558년 5월 도르파트를, 1558년 7월 나르바를 점령하고, 레발시도 포위하였다.
리보니아 기사단은 러시아 차르국, 스웨덴 왕국, 리투아니아 대공국 군대의 침공으로 쇠퇴 국면을 맞았으며, 1561년 빌뉴스 조약이 체결되면서 해체되었다. 조약 당시 스웨덴은 에스토니아를, 덴마크는 사레마섬을, 리투아니아 대공국은 리보니아를 획득하게 되었다. 이후 1582년 1월 15일에 체결된 얌자폴스키 조약에 따라 러시아는 리보니아를 폴란드에 양도하였으며, 1583년 플루사 조약에 따라 러시아가 리보니아 북부 지역을 스웨덴 왕국에 양도했다.

## 근대

### 독립선언과 독립전쟁 (1917년~1920년)

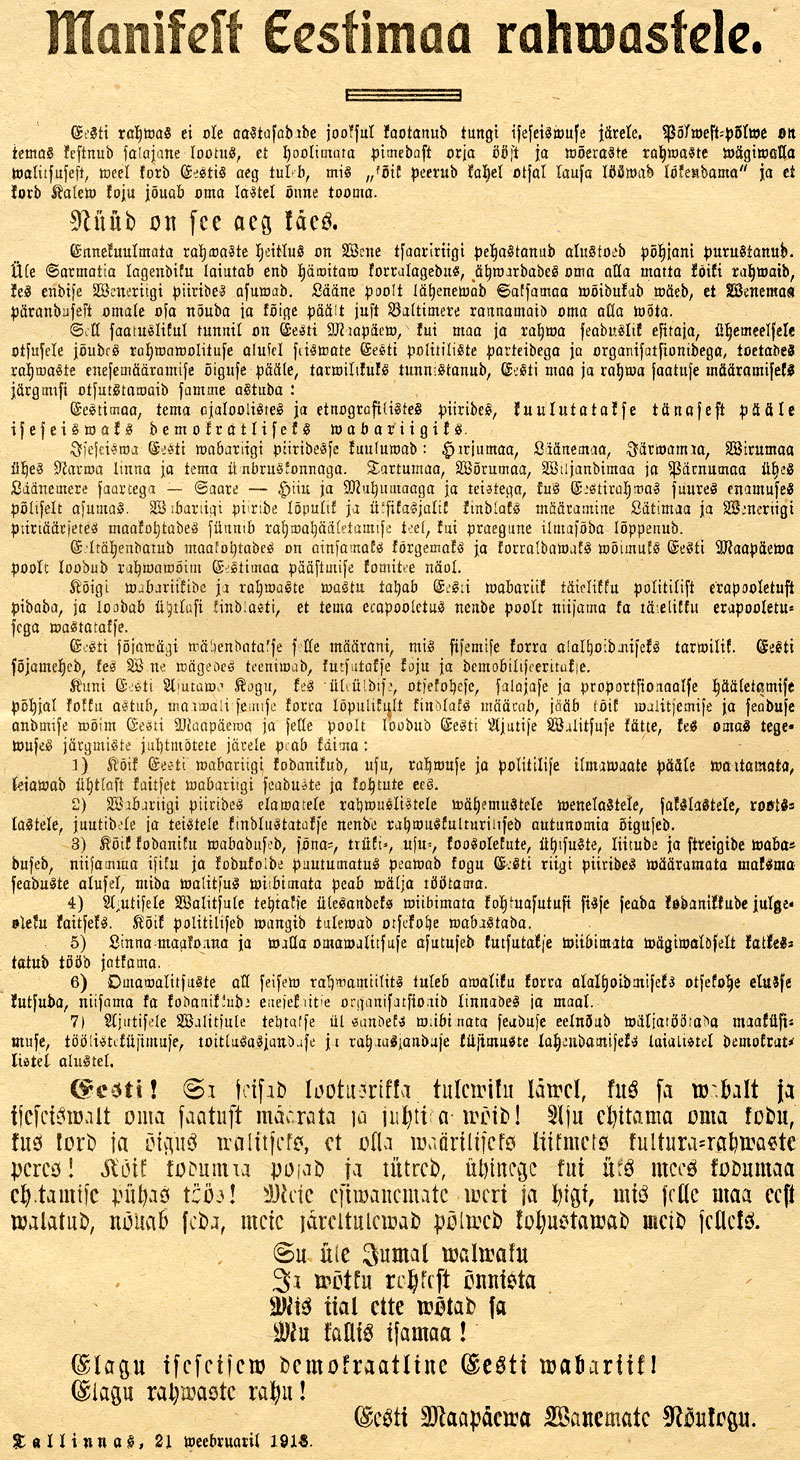
에스토니아 독립 선언서

제1차 세계 대전이 말미에 접어들던 1917년 러시아 2월 혁명이 벌어지면서 자주국가로서의 에스토니아가 부흥하기 시작하였다. 러시아 제국이 멸망하고 들어선 러시아 임시 정부는 1917년 4월 통일 에스토니아에 자치권을 부여하였고, 이에 따라 에스토니아 자치정부가 출범하게 되었다. 옛 덴마크령 에스토니아 지역에 해당되는 예스틀랸디야현 일대는 리보니아현 북부와 통합되어 지금의 '에스토니아' 지역을 이루게 되었다. 이후 대표선거를 치러 에스토니아 임시의회, 일명 '마패에브' (Maapäev)가 개원하였다. 선거 당시 러시아 사회민주노동당의 멘셰비키와 볼셰비키파가 일부 득표하였다. 1917년 11월 5일 에스토니아 볼셰비키파 당수 얀 안벨트는 합법적으로 설립된 임시의회에서 쿠데타를 일으켜 권력을 차지하였으며, 임시의회는 강제 해산되었다. 그로부터 이틀 뒤에는 러시아 상트페테르부르크에서 10월 혁명이 벌어지기에 이른다.
1918년 2월 소비에트 러시아와 독일 제국간의 평화협정 체결 논의가 결렬되자 독일군이 에스토니아 본토로 진주하여 점령하였고, 볼셰비키군은 러시아로 후퇴하였다. 러시아군의 패퇴와 독일군의 진군이 이뤄지던 그 사이, 1918년 2월 23일 패르누에서 에스토니아 국가의회의 구제위원회가 에스토니아 독립선언서를 발표하고 독립을 공식 선언하였다.

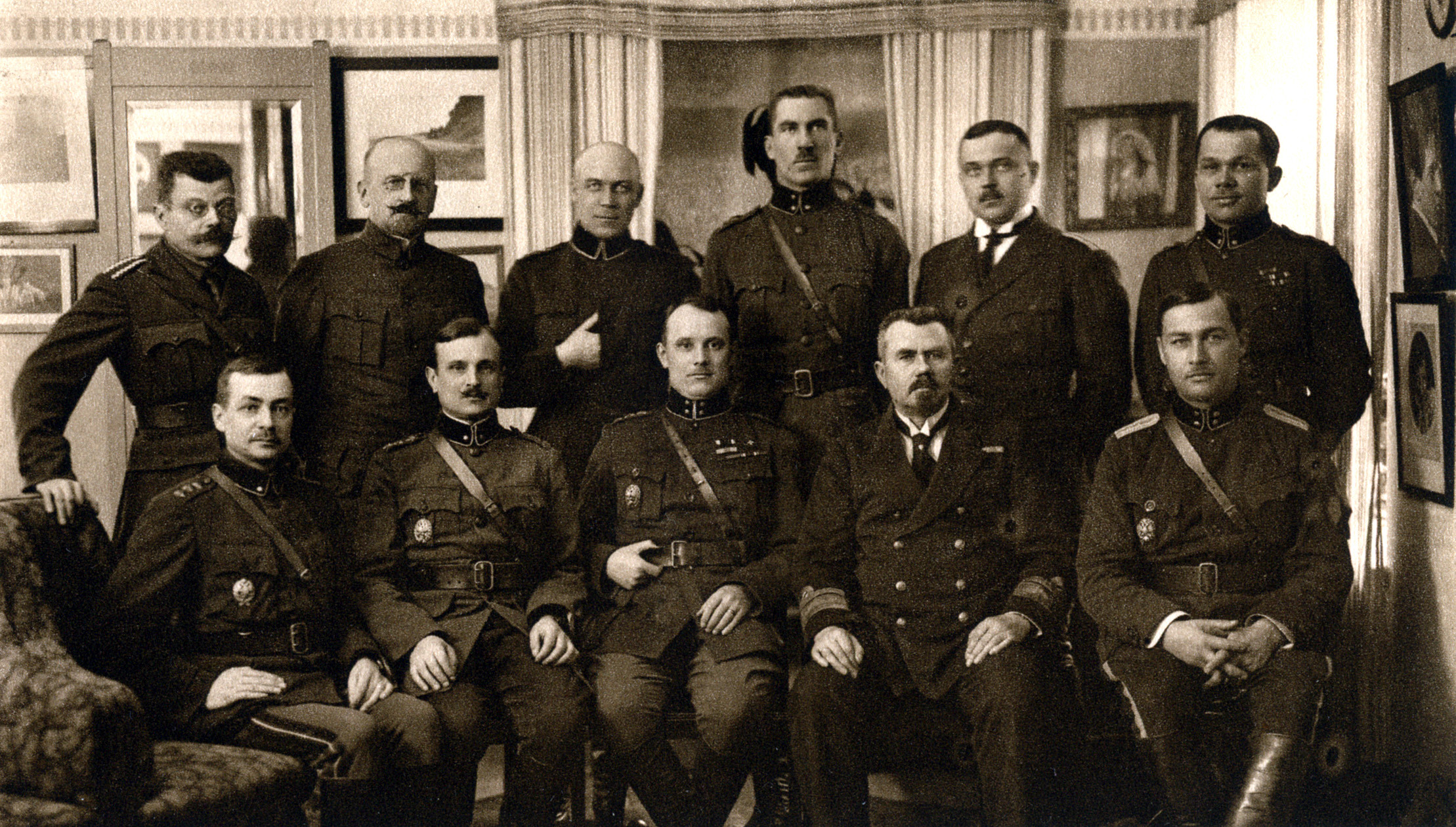
1920년 에스토니아군 최고사령부

독일 제국은 점령 직후 발트 연합공국이라는 괴뢰 정권을 세웠으나, 몇달도 채 되지 않아 1918년 11월 제1차 세계 대전이 독일의 패배로 귀결되면서 독일군이 에스토니아에서 철수하였다. 발트 연합공국이 소멸하는 동시에 에스토니아 임시정부가 다시 제자리로 되돌아왔다. 하지만 불과 며칠 뒤 러시아의 붉은군대가 침공하면서 에스토니아 독립전쟁이 시작되고 만다. 1919년 2월 에스토니아군은 붉은군대의 에스토니아 점령지를 전부 회복하였다. 1919년 4월 5일부터 7일까지 에스토니아 제헌의회 대표 선출을 위한 선거가 실시되었다.

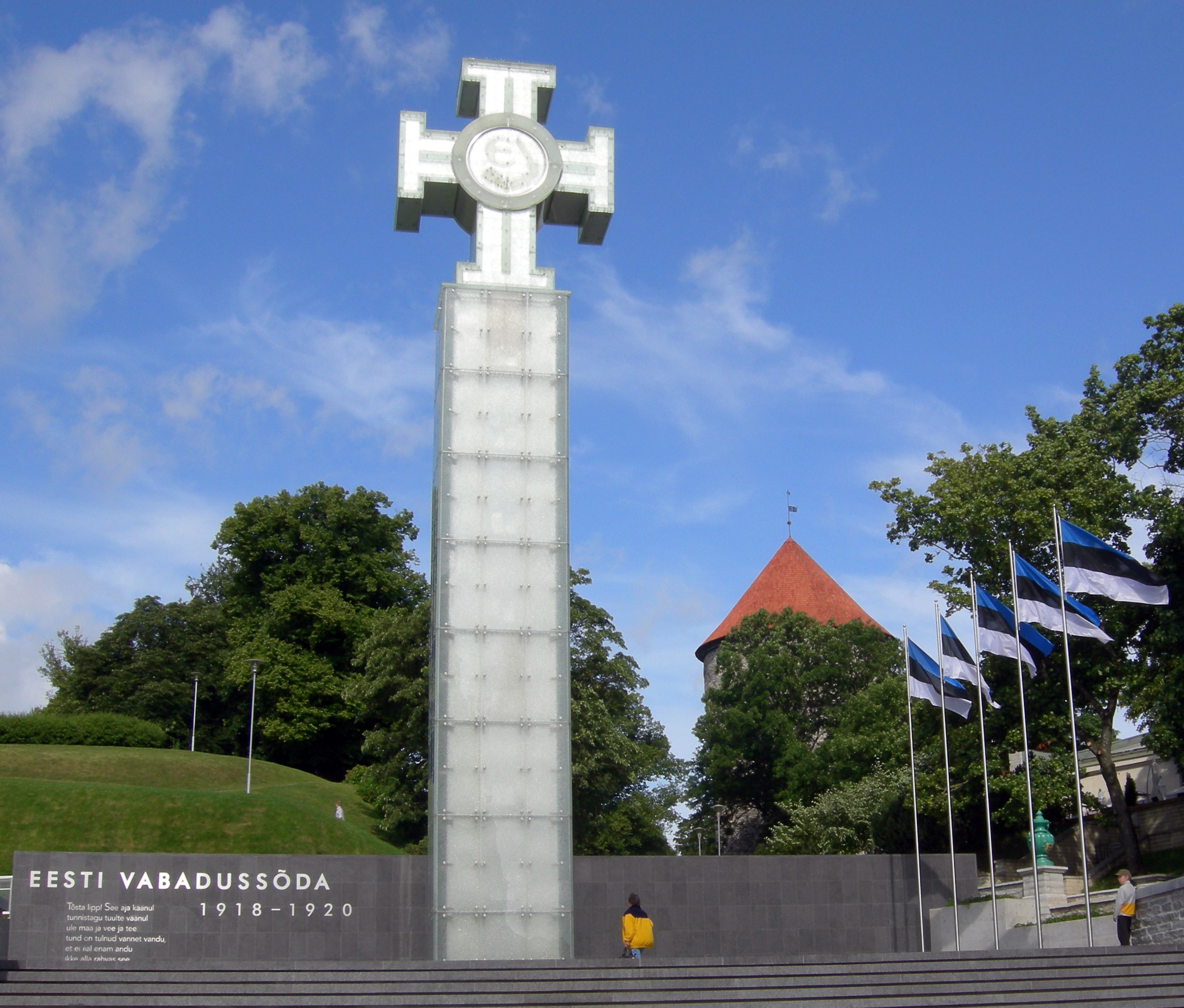
독립전승비

1920년 2월 2일 에스토니아 공화국과 러시아 소비에트 연방 사회주의 공화국 간의 평화조약인 타르투 협약이 체결되었다. 이 조약으로 러시아는 에스토니아 영토에 대한 모든 권리를 영구히 포기한다. 1920년 6월 15일에는 에스토니아 헌법이 제정되었으며, 이듬해 1921년에는 세계 각국으로부터 에스토니아 공화국의 승인을 받은 동시에 국제연맹 회원국으로 가입하였다.

### 소련 치하 에스토니아 (1944년~1991년)
제2차 세계 대전이 끝났지만 에스토니아는 막대한 피해를 입었다. 각 항구는 파괴되고 산업시설의 45%, 철도 시설의 40%가 파괴되었다. 인명피해도 적지 않아서 에스토니아의 전체 인구 중 5분의 1에 달하는 20만 명이 감소하였다. 1940년부터 1944년까지는 전체 인구 중 10%, 총 8만 명에 달하는 에스토니아 국민이 국외로 피난하였는데, 스웨덴과 핀란드가 대표적이었고 이후로는 그 너머의 서방 국가로 향했다. 전선에서 전사한 군인도 3만 명이 넘었다. 1944년에는 소련군의 공습으로 나르바시가 완전히 파괴되고 수도 탈린시의 거주구역 3분의 1이 파괴되기도 했다. 1944년 가을 말에는 독일군이 에스토니아에서 철수하고 소련군이 다시 진군하면서 에스토니아는 두번째 소련 통치기를 맞이하게 되었다.

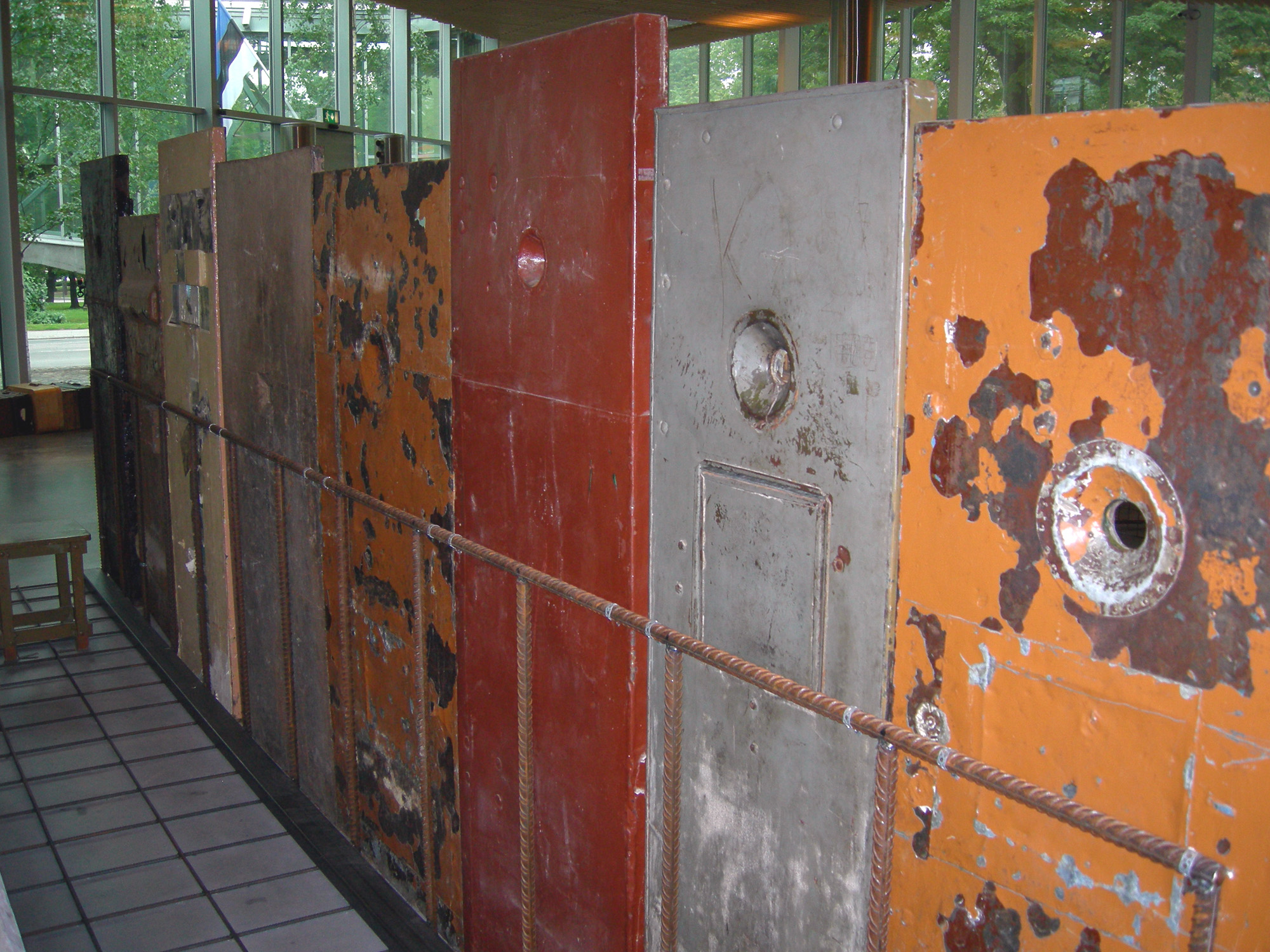
탈린시 점령기박물관에 전시된 소련 시절 감옥 문

소련 점령과 종전 후에도 숲의 형제들(Metsavennad)이라 불리는 반소련 친나치 성향의 게릴라 부대가 에스토니아 국외에서 활동하였으며, 1946년부터 1948년까지 그 활동의 정점을 찍었다. 숲의 형제들에 동조한 사람의 수가 정확히 얼마나 되는지는 밝히기 어려우나, 약 3만 명에서 3만 5천명이 관여한 것으로 추정된다. 1978년 9월에는 숲의 형제들 최후의 대원으로 추정되는 아우구스트 사베가 생포 직전 자살하는 사건이 벌어지기도 했다.
종전 후 에스토니아에는 에스토니아 소비에트 사회주의 공화국이 세워졌으며, 소비에트 연방의 구성 공화국이 되었다. 이 과정에서 공산당이 에스토니아 소비에트 사회주의 공화국의 유일당으로 등극하게 되었다. 스탈린 치하 시기 에스토니아인의 자치 및 저항운동을 억압하려는 의도에서, 에스토니아 공산당 당원수 내 에스토니아인 비율이 1941년 90%에서 1952년 48%로 크게 줄어들었다. 1949년 3월에는 시베리아 강제 이주 조치가 내려져 에스토니아 전체 인구 중 2.5%에 달하는 20,722명이 시베리아 등지로 이주하였다.

에스토니아 소비에트 사회주의 공화국의 국기

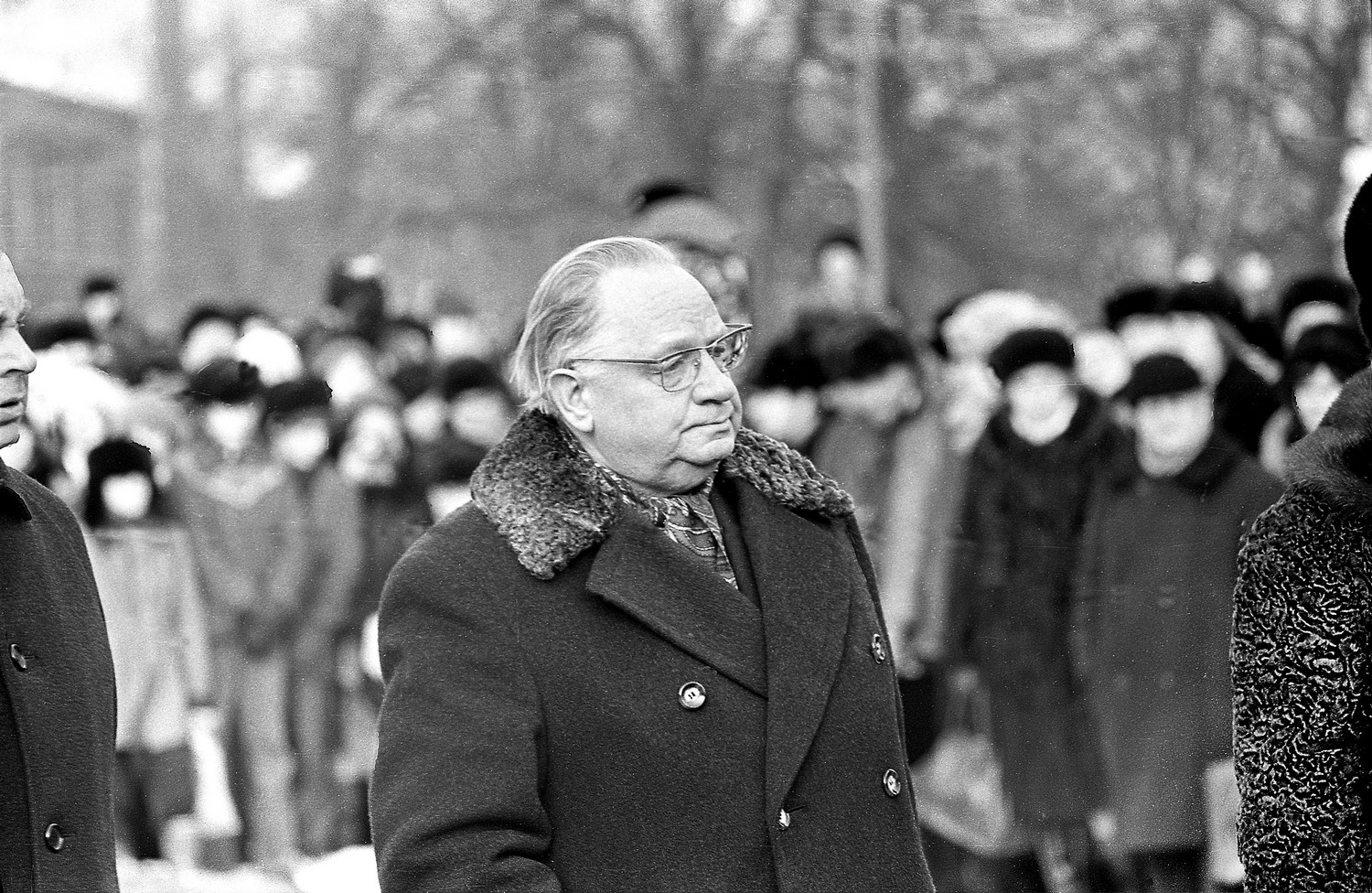
에스토니아의 정치인이자 에스토니아 공산당 당수 (1950~1978)였던 요하네스 캐빈

1953년 스탈린이 죽고 흐루시초프가 집권하면서 에스토니아 공산당은 에스토니아인 당원을 다시 소폭 확대하여 사회적 지지기반을 구축하고자 하였다. 60년대 중반에 이르러 에스토니아인 당원 비중은 50%에 이르게 되었다. 이 같은 비중은 계속 유지되어 80년대 말 페레스트로이카에 접어들던 시기 에스토니아 소비에트 사회주의 공화국의 당원수는 10만 명이었는데 그 중 절반 남짓이 에스토니아인이었고, 에스토니아 전체 인구 중 7%에 불과했다.
1955년에는 탈린시에 TV센터가 지어졌고, 그해 6월 29일부터 TV 방송을 개시하였다. 1960년에는 지금도 행사를 이어가고 있는 탈린 노래 축제 공연장이 완공되었다. 이와 더불어 의료복지망도 안정화되기 시작하였으며, 자연발달로 과학기술이 발전하고 민생 복지도 증대되었다. 출생률이 증가하고 사망률이 감소하는 등 인구통계 지표가 개선되는가 하면, 누구나 진료를 받을 수 있도록 한 소련식 의료체계도 이 시기부터 갖춰지게 되었다.
1950년대 말 흐루시초프 집권기의 또 하나 긍정적인 면은 에스토니아 시민의 외국 접촉을 허가하도록 한 것이다. 1960년대에는 탈린에서 헬싱키까지 페리선으로 연결되었고, 에스토니아인들은 핀란드 텔레비전 방송을 시청하기 시작했다. 이 같은 '서방으로의 창구'는 소련 내 다른 어떤 민족보다도 더 많은 시사 정보를 에스토니아인에게 제공하고, 서구 문화와 사상을 접할 수 있게 하였다. 이로써 고조된 미디어 환경은 에스토니아인들로 하여금 고르바초프 시대 이르러 페레스트로이카를 확대하는 데 선봉장으로 나설 수 있도록 대비하는 데 중요한 역할을 하였다.
1970년대 말 들어서 브레즈네프 집권기에는 러시아에 의해 에스토니아어와 에스토니아인으로서의 민족 정체성을 잃어가는 현상에 대해 에스토니아 사회가 우려하기 시작하였다. 1981년부터는 에스토니아어 초급학교에서 러시아어를 가르치고, 유치원 과정에서도 러시아어 수업이 이뤄지게 되었다. 비슷한 시기 논란을 불러일으켰던 또 하나의 사건은 1980년 모스크바 올림픽의 요트 종목의 개최지로 에스토니아 탈린이 선정된 것이었다. 소련에서 개최되는 올림픽이었는데, 각국 정부가 명목상으로는 에스토니아 소비에트 사회주의 공화국을 소비에트 연방의 일부로 보지 않았다는 점에서 기인한 논란이었다. 올림픽 개최 준비 과정에서 탈린시에는 여러 체육시설과 인프라, 방송시설을 구축하게 되었고 그 결과 탈린 국제공항, 호텔 올륌피아, 탈린 TV 타워, 피리타 요트 센터, 리나홀 등이 준공되었다.
1982년 10월 레오니드 브레즈니프 소련 서기장이 사망하면서 유리 안드로포프가 집권하였다. 안드로포프는 제한적인 경제개혁 정책을 시작하고 반부패 운동에 나섰다. 2년 뒤 1984년 2월 안드로포프 서기장의 사망으로 콘스탄틴 체르넨코가 집권하였으나 그 역시도 1985년 3월에 사망하였으며, 비로소 고르바초프가 집권하고 소련은 글라스노스트라 불리는 개혁개방 노선에 들어가게 된다. 이 시기 에스토니아는 알코올 중독이 사회적 문제로 떠올랐다. 1985년까지 소련에서 주류 판매에 대한 통계 집계가 불법이었기에 정확한 실상은 전해지지 않지만, 1982년~1984년에 정점을 찍어 한 사람당 연간 11.2리터의 보드카를 소비했던 것으로 추정된다. 동시기 이웃국가 핀란드의 주류 소비량은 연간 6~7리터에 그쳤다.
고르바초프 시대에 진입하면서 에스토니아인들의 민족문화 소멸에 대한 우려는 임계점에 도달하게 됐다. 에스토니아 소비에트 사회주의 공화국은 페레스트로이카 정책 시행 초만 하더라도 안정적으로 받아들여졌지만, 1980년대 후반 들어 그 지위가 약화되기 시작하였다. 공산당의 권력 공백으로 별개의 정치운동 세력과 단체, 정당이 그 자리를 메우기 위해 행동에 나서기 시작했으며, 1988년 4월에는 에스토니아 인민전선의 창당으로 그 신호탄을 쏘아올리고, 에스토니아 녹색당과 반체제 성향의 에스토니아 인민독립당이 그 뒤를 이었다.

## 현대

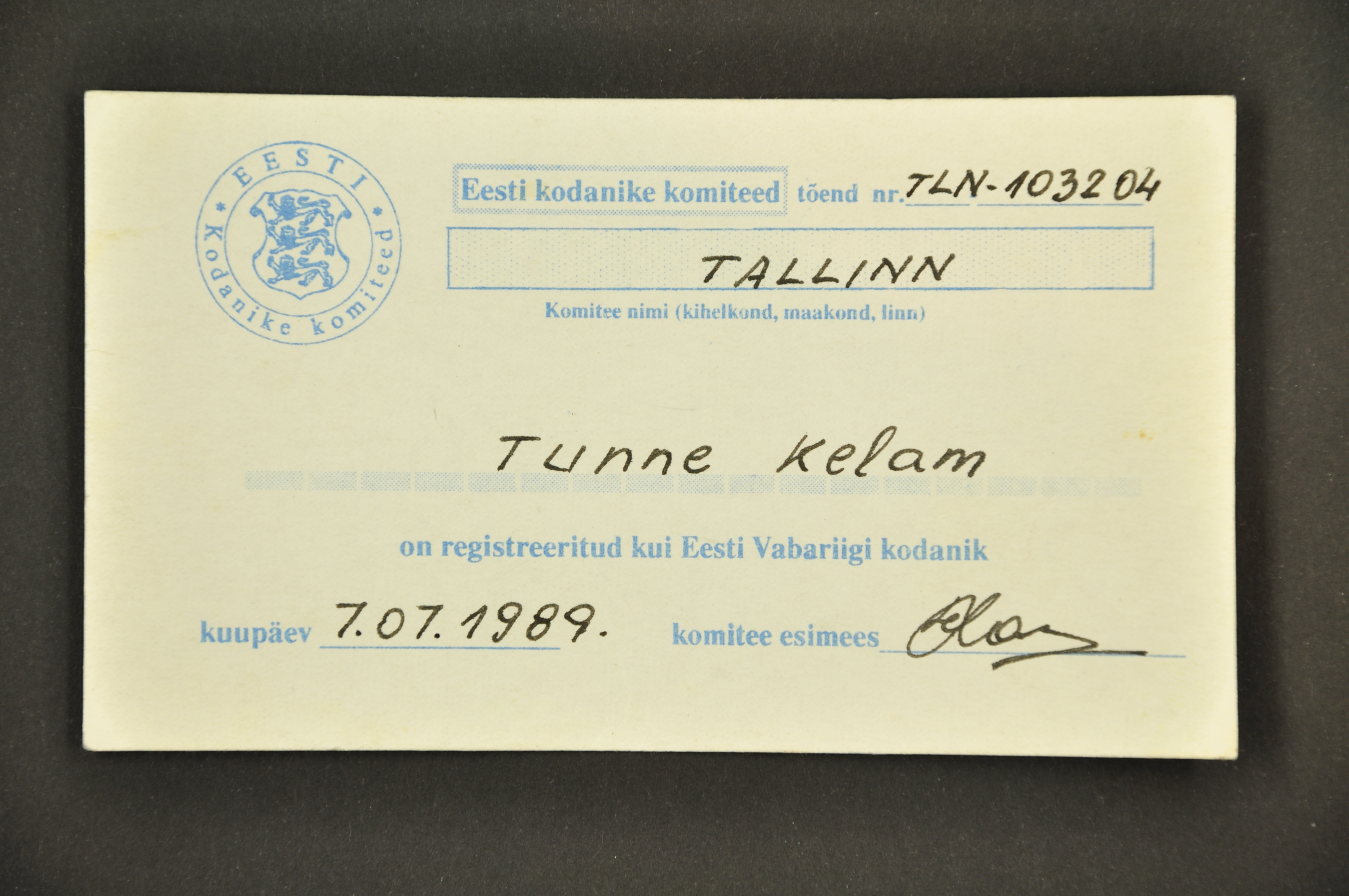
1989년 에스토니아 시민권 등록카드

### 1991년 자주권 회복
80년대 말 소련의 개방개혁 분위기가 무르익자 에스토니아 인민전선이 결성되고 노래 혁명이 시작되는 등 자주권 회복 요구가 거세졌다. 이 과정에서 1988년 11월 16일 에스토니아 주권 선언이 처음으로 공표되었다. 이듬해 1989년에 이르러 에스토니아 정계 이념의 스펙트럼이 넓어졌고, 새로운 정당이 창당되고 재창당되기를 거의 매일 반복했다. 에스토니아 공화국 최고회의는 더 이상 소련의 산하기관이 아닌, 에스토니아를 위한 지역 입법기관으로 바뀌어 가고 있었다. 최고회의는 1988년 11월 16일 주권 선언 초안을 통과시키고, 1989년 1월에는 에스토니아어의 공용어 공표법을, 1989년 5월 경제주권에 관한 법률을 통과시켜 그해 11월 소비에트 연방 최고회의의 승인을 받았다. 1989년 8월과 11월에는 선거 투표와 입후보를 위한 자격요건을 규정하는 지역·전국선거법을 제정하기에 이르렀다.
같은해 에스토니아 시민 위원회라는 자발적 시민운동이 결성되어, 제2차 세계 대전 당시 소련 합병 전 에스토니아 공화국의 전 국민과 그 후손의 시민권을 등록하고 에스토니아 총회를 소집하기 위한 움직임에 나섰다. 이들은 소련 체제의 불법성을 역설하고, 에스토니아 주민 수십만 명이 명목상으로는 여전히 에스토니아 공화국이란 독립국의 국민으로 남아있으며, 서방국가 대다수가 이를 인정하고 있다는 주장을 펼쳤다. 관영 주류언론의 적대적인 보도와 소련 당국의 위협에도 불구, 에스토니아 전역에서 국민의 주도로 수십 개의 시민위원회가 세워졌다. 이들은 전국적인 조직을 빠르게 갖춰나갔으며, 1990년 초에는 90만 명 이상의 에스토니아인들이 에스토니아 공화국 시민으로 등록되기에 이르렀다.
1989년 8월 23일에는 에스토니아 시민들이 발트 이웃국가 라트비아, 리투아니아 시민과 함께 약 200만 명이 탈린과 리가, 빌뉴스를 잇는 인간띠를 형성한 발트의 길 시위가 벌어졌다.
1990년 봄 에스토니아에서는 두 차례의 자유선거와 두 번의 대안의회 설립이 이뤄졌다. 1990년 2월 24일 앞서 등록된 공화국 시민들의 투표로 의원 464인이 선출되어 에스토니아 총회가 출범하였다. 여기에는 국외 피난 공동체 대표 35인도 포함되었다.1990년 3월 11일부터 12일까지 에스토니아 총회가 사상 처음으로 개원하여, 선언과 결의 14건이 통과되었으며, 상임위원회 70인이 투네 켈람을 초대 의장으로 선출하였다. 한편 이와는 별개로 1990년 3월 18일 에스토니아 사회주의 소비에트 공화국 최고회의의 선거도 실시되어 105인이 선출되었다. 에스토니아의 모든 주민과 소련 출신 이민자, 에스토니아 주둔 소련군 약 5만 명까지 선거에 참여하였다. 선거 결과 에드가르 사비사르 전 중앙계획위원회 대표가 이끄는 좌파-중도 성향의 인민전선 연합이 원내 과반을 차지하였다. 이후 1990년 5월 8일, 에스토니아 최고의회는 국명을 에스토니아 공화국으로 바꾸었다. 에스토니아는 변화에 확고하되 대립적이지 않은 정책을 펼쳐 나갔고, 1991년 1월 벌어진 리투아니아와 라투아니아의 유혈 진압이나 국경경비대 살해 사건과 같은 폭력 사태를 피할 수 있었다.
1991년 3월, 에스토니아의 독립을 묻는 국민투표가 실시되었다. 다만 독립 국민투표를 실시하는 것은 기존 에스토니아의 주권회복이 아니라 신생국으로 독립하는 것으로 여겨질 수 있다는 논란이 불거지기도 했다. 또 에스토니아 내에 거주하는 러시아인들에게도 국민투표에 참여토록 할 것인지, 아니면 이 결정을 에스토니아 국민들에게만 달려 있는 것인지도 논의가 오갔다. 결국 각 주요정당은 전세계에 큰 신호를 보내는 것이 제일 중요하다는 판단에 따라 국민투표 실시를 지지하게 되었다. 또 투표의 정당성을 높이기 위해 에스토니아 내에 거주하는 모든 사람이 국민투표에 참여할 수 있도록 하였다. 실시 결과 투표율은 82%였으며, 에스토니아 전 유권자 가운데 64%가 독립 지지, 17%만이 반대한 것으로 드러나면서 에스토니아의 주권 회복은 비로소 민의에 따른 정당성을 확보하게 되었다.
러시아어 화자 대다수는 완전 독립에 반대하는 데에는 의견 일치를 보였지만, 공화국이 어떤 식으로 나아가야 할지를 놓고서는 분열하였다. 1990년 3월 여론조사 결과 러시아어 화자 중 18%가 에스토니아 완전 독립에 찬성하였으며, 그때까지만 해도 에스토니아의 완전 독립에 반대하는 유일한 소수민족이었다.
1991년 8월 모스크바에서 쿠데타 시도가 벌어진 상황을 틈타 에스토니아는 통신 시설의 지속적인 자체 운영, 통제가 가능해졌고, 서방세계는 소련 내 최신 상황을 명확히 볼 수 있게 되었다. 이는 곧 1991년 8월 20일 에스토니아가 독립을 자체 '승인'할 당시 서방으로부터 신속한 지원과 인정이 이뤄질 수 있는 소통수단이 되었다. 8월 20일은 주권회복일로서 오늘날에도 에스토니아의 공휴일로 지정되어 있다. 1991년 8월 25일 러시아 소비에트 사회주의 공화국은 에스토니아의 독립을 승인하고, 소련 연방정부가 그에 따를 것을 요청하였다. 미국은 독립 승인을 9월 2일로 일부러 미뤘으며, 9월 6일 소비에트 연방 국가회의는 에스토니아 독립을 공식 승인하였다.
8월 쿠데타에 앞서 미래의 독립국 에스토니아가 새 공화국으로 건국될지, 아니면 소련 병합 전 제1공화국을 지속할 것인지에 관한 논의가 이뤄지고 있었다. 최고회의 의원들은 독립을 신속히 선언해야 한다는 데 대체로 공감대를 이루고 있었고, 양측은 다음과 같은 타협안을 내놓았다. 새로운 시작을 함의하거나 명시적인 연속성을 주장하는 독립 "선언"이란 표현보다, 에스토니아가 소비에트 연방의 독립 국가임을 '승인'한다고 표현함으로서, 자체 합의로 외교관계를 재설정할 의사가 있음을 밝히는 것이다. 해당 성명서는 에스토니아어로 작성되었으며 몇 문단 분량에 불과할 정도로 간단명료하게 작성되었다.
한편 에스토니아 내에 주둔하던 러시아군의 경우 3년간의 협의를 거쳐 1994년 8월 31일 철수하였다. 러시아군 철수 이래 에스토니아는 서유럽과의 경제정치적 연대를 도모할 수 있게 되었으며, 1998년부터 유럽연합 회원국 가입협상에 들어가 2004년에 회원국이 되었다. 같은시기 미국이 주도하는 NATO에도 가입하였다.

### 렌나르트 메리 대통령 (1992–2001)
1992년 6월 28일 시행된 국민투표에서 에스토니아 국민들은 제헌의회의 헌법안과 보충법안의 승인에 찬성하였다. 이로써 에스토니아는 대통령을 국가수장으로, 총리를 정부수장으로 하는 의원내각제 정부를 수립하게 되었다. 또 단원제 입법부인 리기코구 (Riigikogu)를 다시 개원하고, 에스토니아 공화국의 최고 국가기관으로 자리하게 되었다. 리기코구는 총리가 제출한 법안을 검토 및 통과하며, 총리는 내각에 대해 전적인 책임과 권리를 지니게 된다.
1992년 9월 20일 총선과 대통령 선거가 열렸다. 에스토니아 전국 등록유권자 637,000명 중 약 68%가 투표에 참여하였다. 대통령 선거에서 에스토니아의 문호이자 전 외무부장관인 렌나르트 메리가 승리하여 제2대 에스토니아 대통령이 되었다. 메리 대통령은 32세의 젊은 나이로 에스토니아 기독민주당 대표가 된 역사학자 마르트 라르를 총리로 임명하였다. 그 직후 리기코구는 지난 1938년 에스토니아 공화국이 제정했던 시민권법을 개정하는 작업에 들어갔다. 1992년 2월 처음 개정되어 1995년 1월 수정된 이 법은 에스토니아에 거주하는 외국인에게도 동등한 시민보호권이 부여될 수 있도록 하였다.
야심찬 개혁정책으로 선거에서 승리하며 기대 속에 출범한 마르트 라르 내각은 충격요법이라 일컬을 만한 몇가지 결정적인 조치를 취했다. 우선 각 국영기업에 대해 급속한 민영화가 추친되고, 경제는 물론 사회 문제에 있어서도 국가의 역할을 급격히 축소하였다. 다만 독립 직후의 충격으로 에스토니아의 GDP는 급감하였고, 1995년에 이르러서야 회복기에 들어선다. 1994년 에스토니아의 평균수명은 벨라루스, 우크라이나, 몰도바보다 낮은 것으로 조사되기도 했다. 특히 기존 소련식 복지국가를 해체하는 급진개혁은 사회 취약계층의 분노를 사기도 했다. 1993년 1월 탈린시의 연금수령자들은 현행 수령액인 월 260크론 (약 20유로, 2만 7천원)만으로는 도저히 생활할 수 없다며 데모 시위에 나서기도 했다. 당시 격렬했던 시위로 마리우 라우리스틴 사회부장관이 기습당하는 일이 벌어지기도 하였다.
1995년 에스토니아 총선에서는 여당의 급진적 개혁에 따른 유권자들의 반감으로 패배하였으나, 중도당과의 연립정부 수립으로 정권 유지에는 성공하였다. 이듬해 1996년 에스토니아는 라트비아와의 국경협정을 비준하고 러시아와의 기술 국경협정 체결을 완료하였다. 1996년 8월과 9월에는 대통령 간접선거가 다시 실시되었으며, 메리 대통령이 재선에 성공하였다.
1999년 에스토니아 총선은 최소득표율 5% 기준 설정과 선거연대 금지로 연합당으로서는 불리한 국면이 되었다. 선거 결과 에스토니아 중도당 28석, 조국연합 18석, 에스토니아 개혁당 18석, 인민온건당 (중도당과 온건당 간의 연합당) 17석, 연합당 8석, 국가인민당 (현 에스토니아 인민연합당) 7석, 통일인민당 선거연합 6석으로 나왔다. 조국연합과 개혁당, 온건당은 마르트 라르 총리의 연립내각에 참여하였고, 중도당과 연합당, 국가인민당, 무소속 의원들은 야당 의원으로 남게 되었다.
마르트 라르 총리의 연립내각 출범 이후 조국연합-개혁당-온건당-인민당 중에서 온건당과 인민당은 11월 27일 인민온건당으로 합당되었고, 마르트 제2기 정부는 '3당 연립내각' (Kolmikliit)라는 이름으로 불리게 되었다. 각 정당마다의 서로 다른 정치성향에도 불구하고 연정은 계속해서 이어져 나갔으나, 2001년 12월 탈린시 의회에서 똑같이 이뤄졌던 연정이 개혁당의 내각 탈퇴로 붕괴하고, 야당대표 에드가르 사비사르의 탈린시장에 취임하자 라르 총리가 사임하면서 정부내각도 붕괴하게 되었다.

### 아르놀드 뤼텔 대통령 (2001년~2006년)
2001년 가을 아르놀드 뤼텔이 에스토니아 공화국 대통령으로 당선되었으며, 2002년 1월에는 라르 총리가 공식 사퇴하였다. 그 직후 중도우파의 에스토니아 개혁당과 중도좌파의 에스토니아 중도당이 연정을 구성, 개혁당의 심 칼라스를 총리로 하여 이듬해 총선까지 집권을 이어나갔다. 해가 바뀌고 2003년 에스토니아는 NATO 회원국으로 가입하게 되었다.
2003년 에스토니아 총선 결과 정당별 원내 의석수는 에스토니아 중도당 28석, 공화국을 위한 연합 28석, 에스토니아 개혁당 19석, 에스토니아 인민연합당 13석, 조국연합 7석, 인민온건당 6석으로 나타났으며, 에스토니아 통일인민당은 최소득표율 5% 달성에 실패하여 원내에 입성하지 못하였다. 투표율은 58%로 예상치를 뛰어넘었다. 전반적인 선거결과로만 봤을 때에는 중도당이 최다득표정당이 되었으나 신생 정당인 공화당과는 0.8% 격차에 그쳤다. 따라서 두 정당 모두 28석의 의석 동수를 기록하게 되었으며, 원내 제1당을 차지할 것으로 예상하던 중도당으로서는 실망스러운 성적이 되었다.
정치성향으로 구분했을 때에는 중도우파 세력이 60석을 점해, 중도좌파 41석에 비하여 과반을 차지하였으므로 차기 정부를 무난히 수립할 것으로 전망하였다. 이 과정에서 공동 제1당이 된 중도당과 공화국당 모두 차기 정부 수립 권한을 가져가야 한다고 주장하였으며, 양당간의 거래 접촉은 배제되었다. 결론적으로 총리 임명 권한은 대통령에게 있었기 때문에 뤼텔 대통령으로 하여금 차기 정부 구성에 관한 권한이 주어지게 되었다. 4월 2일 뤼텔 대통령은 공화국당의 유한 파르츠에게 정부 구성을 요청하였으며, 연정 협상을 거쳐 4월 10일 공화당-개혁당-인민연합의 3자 연립내각이 출범하게 되었다.
2003년 9월 14일 에스토니아의 유럽 연합 가입 국민투표가 실시되었다. 1998년 첫 가입 논의 이래 실시된 이번 국민투표의 투표율은 64%로 기록되었으며, 66.83% 찬성, 33.17% 반대로 에스토니아의 유럽 연합 가입이 확정되었다. 이듬해 2004년 5월 1일 에스토니아는 유럽연합 회원국이 되었다.
2004년 2월 인민온건당이 사회민주당으로 개명하였다. 2004년 5월 8일에는 유럽연합 가입에 반대를 표한 중도당 내에서 갈등을 이어오던 일부 사회자유주의 성향 의원들이 탈당 후 창당 준비에 나서면서 원내 구도에 벼놔가 생겼다. 이들 사회자유주의 성향의 의원들은 원내 8석을 차지하였으나, 2005년 5월 10일 대부분 소속 의원들이 다른 정당에 입당하면서 신당 창당의 기회는 사라지게 되었다.

## 같이 보기
- 에스토니아
- 발트3국

### 참고
1. ↑  당시 소련의 에스토니아 합병이 불법이었다는 평가는 오늘날 미국 정부,[3] 유럽연합,[4] 유럽 의회[5]에서 공인한 사실이기도 하다.